# Totò, Eva e il pennello proibito
Totò, Eva e il pennello proibito é um filme hispano-franco-italiano de 1959, dirigido por Steno.
Estreou em Portugal a 14 de Agosto de 1960.

## Sinopse
Eva (Abbe Lane) e Raoul (Mario Carotenuto), com o seu cúmplice Josè (José Guardiola), preparam um golpe a uma milionária americana. O plano consiste em encomendar ao italiano Totò Scorceletti, uma cópia do quadro Maja Desnuda, mas juntando-lhe uma camisa de noite, e atriui-la, graças à complacência do professor Montiel (Louis de Funès), a Goya de forma fraudulenta. Eva, para vencer a resitência de Scorceletti (que se recusa a vestir a Maja Desnuda), promete que será sua se ele pintar a camisa de noite, o que o faz aceitar de boa fé. Não sabe ele que a intenção do grupo é vender várias versões do quadro.

## Elenco
- Totò: Totò Scorceletti
- Abbe Lane: Eva
- Mario Carotenuto: Raoul La Spada
- Louis de Funès: Prof. Francisco Montiel
- Giacomo Furia: Tobia
- José Guardiola: José
- Pilar Gomez Ferrer: Gloria Harrison
- Riccardo Valle: Pablo Segura il torero
- Enzo Garinei: l'amante della moglie di don Alonso
- Guido Martufi: il postino
- Bruno Corelli: il copista oriundo
- Francesco Mulè: Don Alonso
- Luigi Pavese: il commissario
- Anna Maria Marchi: Caterina
- Anna Maestri: la signora del treno
- Gianni Partanna: il maître de La posada de la chica
- Nerio Bernardi: il notaio
- Anna Maria Di Giulio: una ballerina
- Silvia De Vietri: un'altra ballerina
- Ignazio Leone: il facchino spagnolo
- Nino Milano: il gendarme spagnolo